# 迈什
迈什（法語：Maîche，法語發音：[mɛʃ]）是法国杜省的一个市镇，位于该省东部，属于蒙贝利亚尔区。

## 地理
迈什（47°15'4"N, 6°48'13"E）面积17.42 平方千米，位于法国勃艮第-弗朗什-孔泰大區杜省，该省份为法国东部内陆省份，北起上索恩省，西接汝拉省，东部及东南部与瑞士接壤，东北部与贝尔福地区省接壤。
与迈什接壤的市镇（或旧市镇、城区）包括：莱布雷瑟、蒙德武涅、圣于连莱吕塞、蒂耶布昂、塞尔奈莱格利斯、莱塞科尔斯、弗朗布昂、沙尔克蒙。

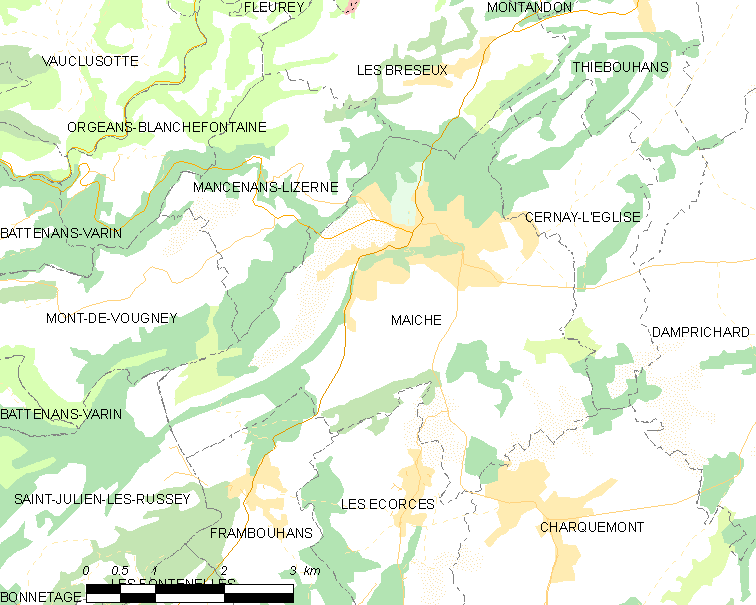
迈什的OSM定位图

迈什的时区为UTC+01:00、UTC+02:00（夏令时）。

## 行政
迈什的邮政编码为25120，INSEE市镇编码为25356。

## 政治
迈什所属的省级选区为迈什县。

## 人口

1962-2008年间迈什人口变化图示

迈什于2022年1月1日时的人口数量为4226人。